# Montdardier
Montdardier é uma comuna francesa na região administrativa da Occitânia, no departamento de Gard. Estende-se por uma área de 35.25 km², e possui 199 habitantes, segundo o censo de 2018, com uma densidade de 5.6 hab/km².